# La ronda (película de 1950)
La ronda (título original en francés La Ronde) es una película francesa de 1950 dirigida por Max Ophüls y basada en la obra de teatro de Arthur Schnitzler La ronda de 1897.
Ambientada en Viena en 1900, muestra diez encuentros amorosos en todo el espectro social, desde una prostituta callejera hasta un noble, y cada escena involucra a un personaje del episodio anterior. El término francés 'La Ronde' puede referirse a los siguientes significados: dar vueltas, hacer rondas o a un baile circular.
La película ganó el premio BAFTA la mejor película y fue nominada a dos premios Óscar, mejor guion y mejor dirección de arte en blanco y negro. En la actualidad está considerada como una de las mejores obras de Ophüls.

## Argumento
El maestro de ceremonias abre el acto diciéndole al público que verá varios episodios del vals interminable del amor. Una prostituta lleva a un soldado debajo de un puente. El soldado recoge a una criada en un salón de baile. La criada sucumbe voluntariamente ante el hijo de sus empleadores. El joven inicia una aventura con la joven esposa de un hombre de negocios mayor. Luego la esposa tiene una tensa discusión en la cama con su marido. El marido lleva a una dependienta a un comedor privado y la emborracha. La dependienta se enamora de un poeta, que tiene una aventura con una actriz. La actriz invita a un conde a visitarla en la cama a la mañana siguiente. Esa noche, se emborracha y acaba en la cama de la prostituta, completando así el círculo.

## Reparto
En orden de aparición:
- Anton Walbrook como el maestro de ceremonias.
- Simone Signoret como Léocadie, la protistuta.
- Serge Reggiani como Franz, el soldado.
- Simone Simon como Marie, la criada.
- Daniel Gélin como Alfred, el joven.
- Danielle Darrieux como Emma, la esposa.
- Fernand Gravey como Charles, el marido.
- Odette Joyeux como Anna, la dependienta.
- Jean-Louis Barrault como Robert, el poeta.
- Isa Miranda como Charlotte, la actriz.
- Gérard Philipe como el conde.

## Producción
Aunque en el momento de la producción, el hijo de Schnitzler todavía estaba haciendo cumplir la estipulación de su padre de que la obra Reigen (o La Ronde) nunca debería representarse ni adaptarse, Ophüls pudo asegurarse los derechos gracias a la estipulación adicional de Schnitzler de que al traductora al francés, Suzanne Clauser, debía poseer los derechos de la versión francesa.

## Censura
La película fue clasificada por los censores cinematográficos de Nueva York como "inmoral" y, por tanto, inaceptable para proyecciones públicas. A finales de 1953, los productores de la película apelaron ante la Corte Suprema de los Estados Unidos y, en 1954, La Ronde fue aprobada para su exhibición en Nueva York sin ningún corte.

## Premios y candidaturas
Premios Óscar
| Año  | Categoría                                | Resultado |
| ---- | ---------------------------------------- | --------- |
| 1951 | Mejor guion                              | Nominada  |
| 1951 | Mejor dirección de arte (blanco y negro) | Nominada  |

Premios BAFTA
| Año  | Categoría      | Resultado |
| ---- | -------------- | --------- |
| 1951 | Mejor película | Ganadora  |